# Жанаарик (Капланбецький сільський округ)
Жанаари́к (каз. Жаңаарық) — село у складі Сариагаського району Туркестанської області Казахстану. Входить до складу Капланбецького сільського округу.
Населення — 1804 особи (2021; 1595 у 2009, 1092 у 1999, 1589 у 1989).